# 橫山竹男
橫山竹男（1895年8月18日—？），日本香川縣三豐郡人，臺灣日治時期官僚，曾擔任過高雄市市長。

## 生平
橫山竹男從大正四年（1915年）起便在臺南郵便局電信課擔任電信助手（月俸21圓，1921年改為55圓），於大正十一年（1922年）開始兼任臺灣總督府屬，在總督官房秘書課工作，隔年（1923年）奉命免本官（臺灣總督府通信書記）專任府屬（月俸65圓，1926年支五級俸，1928年給四級俸）。
昭和四年（1929年）奉命前往東京，順道至大阪府、熊本縣出差。昭和五年（1930年）時，擔任臺灣總督府臺北高等商業學校書記，兼總督府屬，在總督官房秘書課與文教局學務課工作（1931年12月26日，給一級俸）。昭和七年（1932年）3月3日，奉命前往東京，3月24日時奉命繼續留在東京，期間加給本俸十分之三。同年9月12日又再度前往東京，並到大阪與香川縣出差，而在12月17日時敘勳八等授瑞寶章。昭和九年（1934年）4月26日，因為在霧社事件中立功而受賞，同年5月11日時兼任交通局副參事，敘高等官七等，7月2日敘從七位，10月11日敘勳七等授瑞寶章。
昭和十年（1935年）10月1日任臺灣總督府地方理事官，敘高等官七等、領六級俸，就任臺南市助役。隔年（1936年）9月30日敘高等官六等，10月31日敘勳六等授瑞寶章，11月2日敘正七位，12月26日改任臺中州大甲郡守。昭和十二年（1937年）12月27日，領五級俸。昭和十四年（1939年）6月30日敘高等官五等，並補基隆市尹，同年7月27日任臺北州防空委員會委員，8月1日敘從六位，11月13日兼臺北州賃金委員會委員。而最晚到昭和十五年（1940年）8月前，橫山竹男已改領四級俸。昭和十七年（1942年）4月15日，橫山竹男補高雄市長一職，5月1日敘正六位，6月3日敘勳五等授瑞寶章，6月30日改領三級俸，之後依願免本官。